# Triaenodes prosynskii
Triaenodes prosynskii är en nattsländeart som först beskrevs av G. Marlier och Lazar Botosaneanu 1968.  Triaenodes prosynskii ingår i släktet Triaenodes och familjen långhornssländor. Inga underarter finns listade i Catalogue of Life.